# Anoxia scutellaris
Anoxia scutellaris är en skalbaggsart som beskrevs av Étienne Mulsant 1842. Anoxia scutellaris ingår i släktet Anoxia och familjen Melolonthidae.

## Underarter
Arten delas in i följande underarter:
- A. s. sicula
- A. s. argentea
- A. s. naxiana
- A. s. rumelica